# 復興航空791號班機空難
復興航空791號班機是往來臺灣桃園國際機場與澳門國際機場的定期班機。2002年12月21日凌晨01:52，以ATR 72執飛的復興航空航班編號GE791班次貨機，於台灣澎湖縣馬公市西南方約17公里處墜海失事，機上機組員共2名身亡。

## 經過
2002年12月20日，復興航空GE791班次貨機，機型為ATR72-202，由正、副駕駛兩人，執行臺灣桃園國際機場至澳門國際機場之貨運班機任務。
2002年12月21日01時04分，班機自桃園國際機場起飛。
2002年12月21日01時52分，班機雷達光點消失，位置約為澎湖縣馬公市西南方17公里海面處。
2002年12月21日03時05分，交通部民用航空局立即成立緊急應變中心，並協調行政院海岸巡防署、中華民國海軍、中華民國空軍緊急動員艦艇與飛機進行搜尋及救援。
2002年12月21日08時05分，船隻發現第一片飛機殘骸，確認飛機墜毀。

## 事故客機

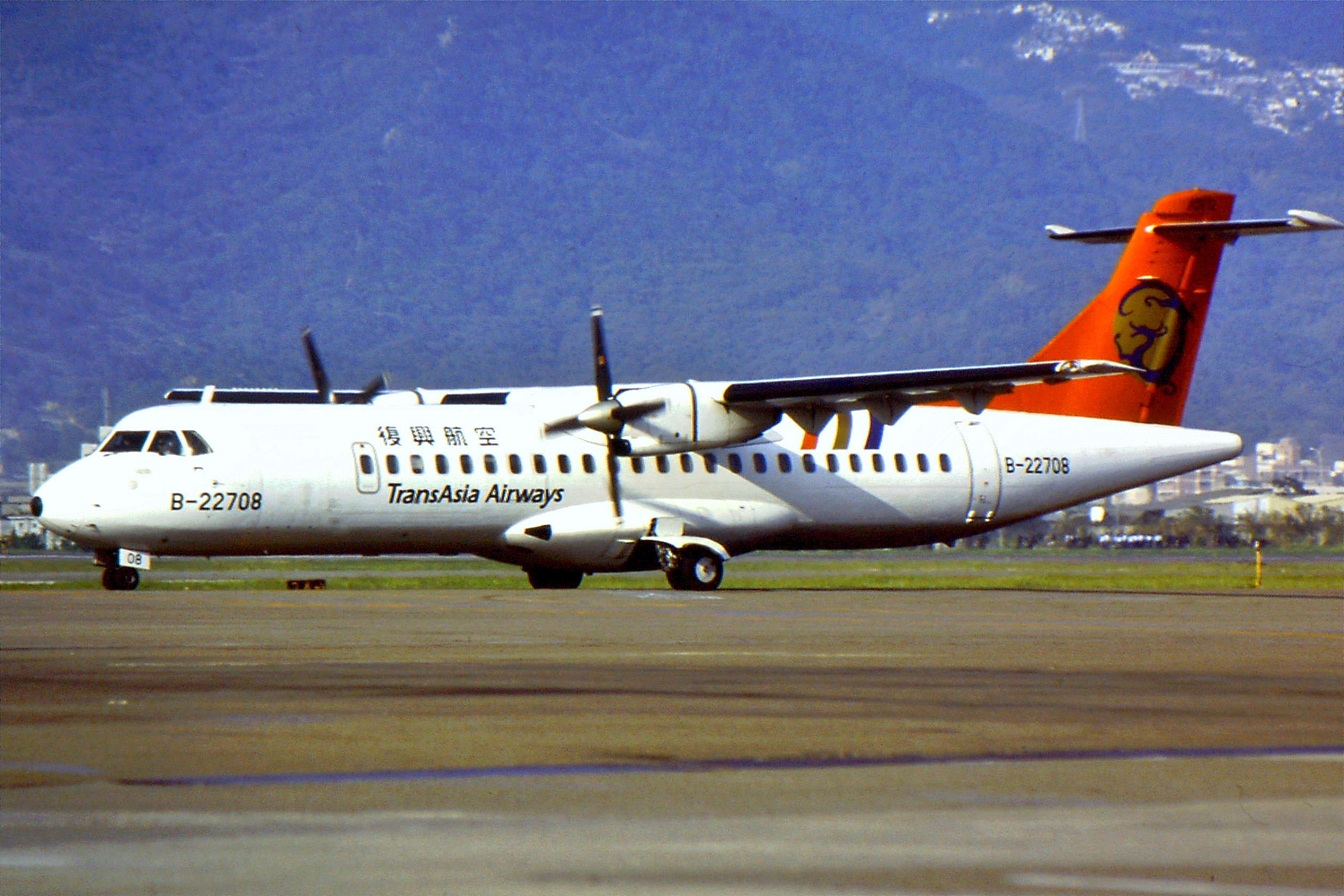
1994年10月攝於臺北松山機場的照片，當時事故的飛機尚屬於客機。

失事飛機為法國製ATR 72-200型飛機，1992年8月25日於法國交機於復興航空後擔任客機服務，製造序號為322，於台灣民航局編號為B-22708。
該機於1998年9月至2001年2月間，該機曾租予英國Gill Airways使用，於英國編號為G-BXYV。後於2001年返回復興航空改裝為貨機使用，編號仍為B-22708。
於失事前，B-22708總飛行時數為19,254小時，起降次數為25,529次。該機配備兩具PW124B發動機。

## 類似事故
- 飛箭航空1285號班機空難：1985年12月12日，從加拿大起飛前往坎貝爾堡不久即失速墜毀，機上所有人罹難。
- 安大略航空1363號班機空難：1989年3月10日，因起飞前未有除冰，最终坠机。
- 聯合航空快運2415號班機空難：1989年12月26日，從西雅圖經雅基馬飛往帕斯科的英國宇航捷流31在帕斯科三城機場跑道外400英尺處墜毀。
- 北歐航空751號班機：1991年12月27日，從斯德哥爾摩阿蘭達機場飛往華沙的通勤航班。造成92人受傷。
- 全美航空405号班机：1992年3月22日，一架載著51人的通勤飛機嘗試在紐約市拉瓜迪亞機場跑道上起飛，但駕駛無法讓飛機爬升。全美航空405號班機墜入冰冷的法拉盛灣（英语：Flushing Bay），造成27人死亡。
- 美鷹航空4184號班機空難：1994年10月31日因飞入未预见的结冰环境，最终坠机。
- 中國東方航空5210號班機空難：2004年11月21日因机翼冰层污染且未有除冰，起飞后不久即坠机。